# Мартынов, Андрей Дмитриевич (1838)
Андрей Дмитриевич Мартынов (1838—1913) — российский военный деятель, генерал от кавалерии, командир лейб-гвардии Атаманского полка, начальник штаба Донского казачьего войска.

## Биография
Родился 27 июня 1838 года в станице Новониколаевской, происходил из дворян Области Войска Донского, сын отставного ротмистра Донского казачьего войска Дмитрия Алексеевича Мартынова. Образование получил в Таганрогской мужской гимназии.
В военную службу вступил 31 января 1857 года портупей-юнкером в лейб-гвардии Казачий полк и 30 августа 1859 года был произведён в корнеты. Далее продолжая службу в лейб-гвардии Казачьем полку Мартынов получил чины поручика (30 августа 1861 года), штабс-ротмистра (30 августа 1863 года), ротмистра (30 августа 1866 года) и полковника (30 августа 1869 года). В 1863—1864 годах он принимал участие в подавлении восстания в Польше и за отличие в 1863 году был награждён орденом св. Станислава 3-й степени. В 1866 году он получил орден св. Анны 3-й степени. 30 августа 1868 года назначен флигель-адъютантом.
4 апреля 1870 года Мартынов был назначен командиром 9-го Донского казачьего полка, которым командовал до 25 октября 1873 года, когда был уволен в отпуск, по возвращении из которого состоял по Донскому казачьему войску без должности. В 1872 году получил орден св. Анны 2-й степени, а в 1874 году — орден св. Владимира 4-й степени.
31 августа 1875 года Мартынов получил должность командира лейб-гвардии Атаманского полка, во главе которого в 1877 году выступил на Дунай на войну против Турции. В самом начале кампании он был награждён орденом св. Владимира 3-й степени. За отличие в декабрьских боях на Балканах Мартынов 26 февраля 1878 года был произведён в генерал-майоры Свиты (со старшинством от 30 августа того же года), 14 августа того же года ему была пожалована золотая шашка с надписью «За храбрость».
С 1878 года Мартынов командовал лейб-гвардии Сводным казачьим полком, в 1880 году награждён орденом св. Станислава 1-й степени. С 1882 года он командовал льготными дивизионами гвардейских казачьих полков.
29 апреля 1883 года Мартынов был назначен начальником штаба Донского казачьего войска и занимал эту должность свыше 10 лет. На этой должности Мартынов 30 августа 1888 года получил чин генерал-лейтенанта и ордена св. Анны 1-й степени (в 1884 году), св. Владимира 2-й степени (в 1887 году) и Белого орла (в 1891 году).
23 ноября 1894 года Мартынов был назначен в распоряжение военного министра и в следующем году награждён орденом св. Александра Невского. Произведённый 6 декабря 1904 года в генералы от кавалерии, Мартынов 25 января 1906 года был назначен состоять по Донскому казачьему войску.
Скончался 17 мая 1913 года в Санкт-Петербурге.
Его братья: Александр (полковник) и Валериан (сенатор).